# Trachyspina olary
Trachyspina olary là một loài nhện trong họ Trochanteriidae. Loài này phân bố ở Nam Úc.